# ミハイル・トゥガン＝バラノフスキー

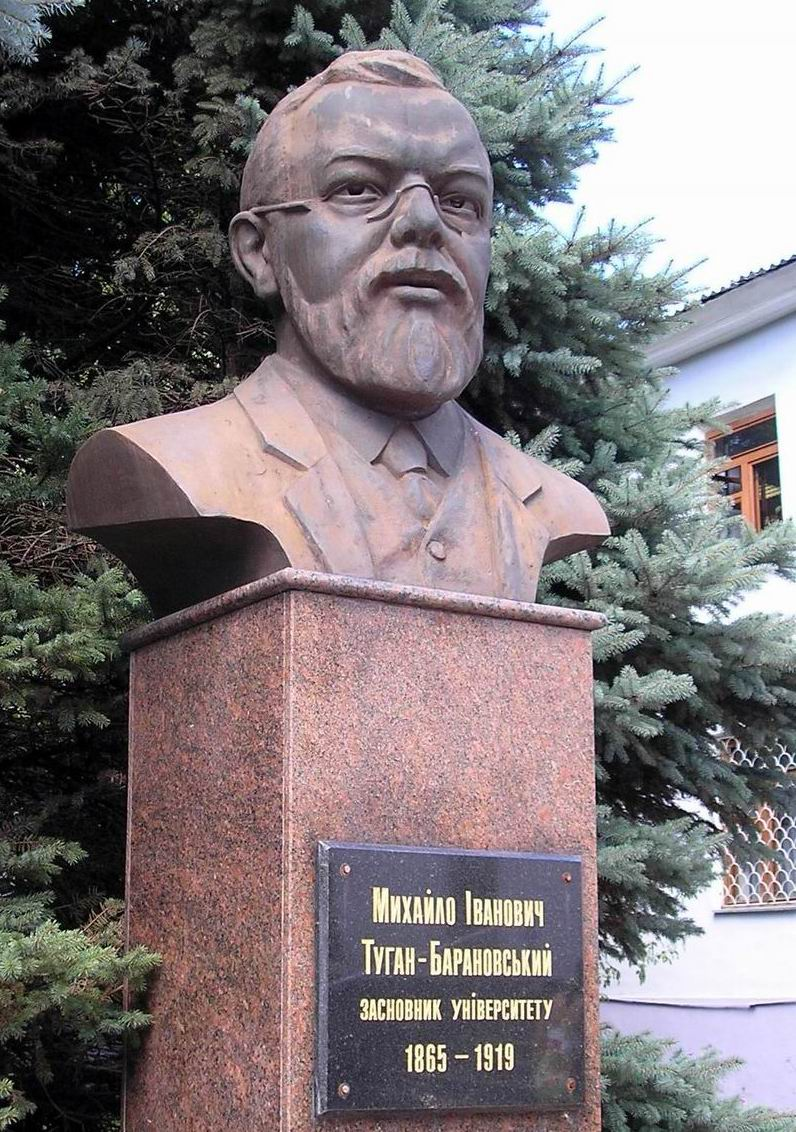
Monument to Mikhail Tugan-Baranovsky (near Donetsk Commercial University).

ミハイル・トゥガン＝バラノフスキー（Mikhail Ivanovich Tugan-Baranovsky、ウクライナ語: Миха́йло Іва́нович Туган-Барановський、ロシア語: Михаи́л Ива́нович Туга́н-Барано́вский 、1865年1月8日 - 1919年1月21日）は、ウクライナ出身、ロシアの経済学者。（ツガン＝バラノフスキーと呼ぶ人も多い。）

## 略歴
- 1865年　ウクライナのハルキウ州ハルキウのソロノム村で生まれる。
- 1883年　サンクトペテルブルク大学の物理数学部に入学するも学生運動に参加し追われる。
- 1888年　ハリコフ大学の自然数学・法経学部を卒業する。
- モスクワ大学で勉強する。
- 1892年　6か月ロンドンで勉強する。
- 1894年　モスクワ大学からMagister学位（学位論文"Industrial crises in contemporary"）を得て、出版する。
- 1895年　自由経済協会の会員となる（1896年に議長となる）。
- 1895年　サンクトペテルブルク大学政治経済学の「代償のない講師」（Privat-dotsent）になる。
- 1898年　経済学のPh.D.を得る（博士論文"The Russian Factory, Past and Present"）。
- 1899年　サンクトペテルブルク大学を自由な見方のため解雇される。
- 1901年～1905年　ポルタヴァ地域の地方自治会（zemsto）に入る。
- 1905年　サンクトペテルブルク大学の地位を員外講師として復位される。
- 1913年　選挙によるトゥガン＝バラノフスキーの政治経済学部長の地位は教育大臣から拒否される。
- 1917年　混乱と内戦のなかでウクライナに戻り、学者、キエフの法律学部の学長、ウクライナ協同組合のチェアマン、ウクライナ経済学会の会長、および短期の財務大臣などとなる。
- 1919年　フランス行きの船のなかでオデッサで死亡する。

## 主な主張・業績
- 当初は「合法的マルクス主義者」の主張者であったが、その後、マルクス主義を批判するようになった。
- 『マルキシズムの学説的基礎』（Theoretische Grundlagen des Marxismus）、『歴史的発展より見たる近世社会主義』（Der moderne Sozialismus in seiner geschichtlichen Entwicklung）により、マルクス批判をしている。しかし、マルクス学説は概念錯乱と論理的矛盾とを含んでいるものの本質的には捨て難きものがあるとの見地から、マルクス学説の修正を主張する（修正主義）。そして、社会主義それ自身の真髄は、むしろマルクス前期のいわゆる空想的社会主義に求むべきであるとする。
- 景気循環の研究で名高く、「近代景気循環論の父」と呼ばれる。
- 恐慌学説における不比例説は、支持者が多い。
- また、ロシアに限界効用理論を紹介したことでも知られる（反革命派的立場を示している）。
- ペテルブルク大学でニコライ・ドミートリエヴィチ・コンドラチエフを育てた。

## 主な著書
- Studien zur Theorie und Geschichte der Handelskrisen in England, 1901（救仁郷繁訳『英国恐慌史論』ぺりかん社、1972年）
- 1894. Promyshlennye Krizisy v sovremennoi Anglii [Industrial crises in contemporary Britain]. St Petersburg. (2nd Russian edn. trans. into French by J. Schapiro as Les crises industrielles en Angleterre, Paris: M. Giard & E. Briere, 1913).
- 1898. Russkaia fabrika v proshlom i nastoiashchem [The Russian factory, past and present]. St Petersburg. (3rd Russian edn. trans. by A. Levin and C.S. Levin, under the supervision of G. Grossman, as The Russian Factory, Homewood, IL: R.D. Irwin, for the American Economic Association, 1970).
- 1905. Teoreticheskie osnovy marksizma [The theoretical foundations of Marxism]. St Petersburg. (Trans. into German as Theoretische Grundlagen der Marxismus, Leipzig: Duncker & Humblot, 1905).
- 1906. Souremennyi sotsializm v svoem istoricheskom razuitii. (Trans. M.I. Redmount as Modern Socialism in its Historical Development, London: S. Sonnenschein & Co., 1910. Reprinted New York: Russell & Russell, 1966).
- 1914a. Ekonomicheskaia priroda kooperativov i ikh klassifikatsiia [The economic nature of cooperatives and their classification]. Moscow.
- 1914b. Ocherki iz noveishei istorii proliticheskoi ekonomii i sotsializma [Outlines of the recent history of political economy and of socialism]. St. Petersburg.
- 1917. Osnovy politicheskoi ekonomii [Foundations of political economy]. Petrograd.
- 1918. Sotsializm kak polozhitelnoe uchenie [Socialism as a positive subject]. Petrograd.

## 日本語訳
- 松浦要『社会的分配論』（暸文堂，大正9年11月
- 安倍浩『唯物史観と余剰価値』（天佑社，大正11年）……未見
- 水谷長三郎『唯物史観批判』（同人社，大正12年4月）
- 安倍浩『近世社会主義』（而立社，大正12年8月。『社会科学大系』第4巻）
- 高畠素之『唯物史観の改造』（新潮社，大正13年12月）……Theoretische Grundlagen des Marxismus(『マルクス主義の理論的基礎』),1905年の部分訳である。
- 矢部周『社会主義の新解釈』（新潮社，大正15年10月）
- 鍵本博『英国恐慌史論』（日本評論社，昭和6年12月）
- 救仁郷繁『新訳英国恐慌史論』（ぺりかん社，昭和47年）